# ブラック・コーヒー
『ブラック・コーヒー』（原題: Black Coffee）は、イギリスの小説家アガサ・クリスティの戯曲。エルキュール・ポアロものの推理劇である。1930年にかつてロンドン北西部にあったスイス・コテージのエンバシー・シアターで初演、翌年同市内ウエスト・エンドのセント・マーチンズ・シアターにて公演。クリスティ作品の戯曲化は1928年に『アクロイド殺し』を原作とした『アリバイ』があるが、クリスティ自身が執筆した戯曲としてはこれが初作品である。1997年にチャールズ・オズボーンによって小説化された。日本語版としては2008年現在、早川書房から戯曲版と小説版の両方が出版されている。

## あらすじ
科学者のクロード・エイモリー卿は、家族を前にして、探偵のエルキュール・ポアロを家に呼んだと言った。彼は、研究していた新しい原子爆発の方程式が盗まれたと言い、部屋を真っ暗にしておく間に、方程式が入った封筒を返すように勧めた。その後、電気がつき、封筒が机に置かれていたが、クロードは死んでおり、封筒はからだった。

## 登場人物
エルキュール・ポアロ
ベルギー人の著名な私立探偵。
アーサー・ヘイスティングズ大尉
ポアロの友人（いわゆるワトソン役）。
クロード・エイモリー卿
原子力科学者。60歳位の男性。現代科学界の第一人者であると同時に発明家で特殊な錠の特許を持つ。
リチャード・エイモリー
クロードの息子。好感のもてるイギリス人紳士。
ルシア・エイモリー
リチャードの妻。イタリア人とイギリス人とのハーフで25歳位の美人女性。
キャロライン・エイモリー
クロードの妹。古風だが親切そうな中年女性。
バーバラ・エイモリー
クロードの姪。今風の21歳の女性。
エドワード・レイナー
クロードの秘書。これといって特徴のない28歳の男性。
トレッドウェル
エイモリー家の執事。
カレリ博士
エイモリー家の客。イタリア人男性。
グレアム
クロードのかかりつけの医師。
ジャップ警部
スコットランド・ヤードの警部。
ジョンソン刑事
ジャップ警部が連れてきた警官。

## 構成
クロード・エイモリー卿邸の読書室を舞台とする3幕構成。なお、エイモリー邸はロンドンから約25マイル離れたアボット・クレーヴにある。
- 第1幕 - 午後8時30分
- 第2幕 - 翌朝
- 第3幕 - その15分後

## 書誌情報
日本語翻訳版のみ記載する。

### 戯曲版
- 『ブラック・コーヒー』麻田実訳、早川書房（クリスティー文庫）、2004年1月発行、 ISBN 4-15-130065-1 他

### 小説版
- 『ブラック・コーヒー 小説版』中村妙子訳、早川書房（クリスティー文庫）、2004年9月発行、ISBN 4-15-130034-1 他